# Enflurano
Enflurano (2-cloro-1,1,2,-trifluoroetil-difluorometil éter) é um éter halogenado que foi comummente usado para anestesia por inalação durante os anos 1970 e 1980. Desenvolvido por Ross Terrell em 1963, foi primeiro usado clinicamente em 1966. 
O enflurano é um isômero estrutural do isoflurano. Vaporiza-se facilmente, mas é um´líquido a temperatura ambiente.